# Sciacca
Sciacca is een gemeente in de Italiaanse provincie Agrigento (regio Sicilië) en telt 40.854 inwoners (31-12-2004). De oppervlakte bedraagt 191,0 km², de bevolkingsdichtheid is 214 inwoners per km².

## Demografie
Sciacca telt ongeveer 14794 huishoudens. Het aantal inwoners steeg in de periode 1991-2001 met 5,2% volgens cijfers uit de tienjaarlijkse volkstellingen van ISTAT.
| Jaar | Inwoneraantal |
| ---- | ------------- |
| 1991 | 38.256        |
| 2001 | 40.240        |

## Geografie
De gemeente ligt op ongeveer 60 m boven zeeniveau.
Sciacca grenst aan de volgende gemeenten: Caltabellotta, Menfi, Ribera, Sambuca di Sicilia.

## Foto's

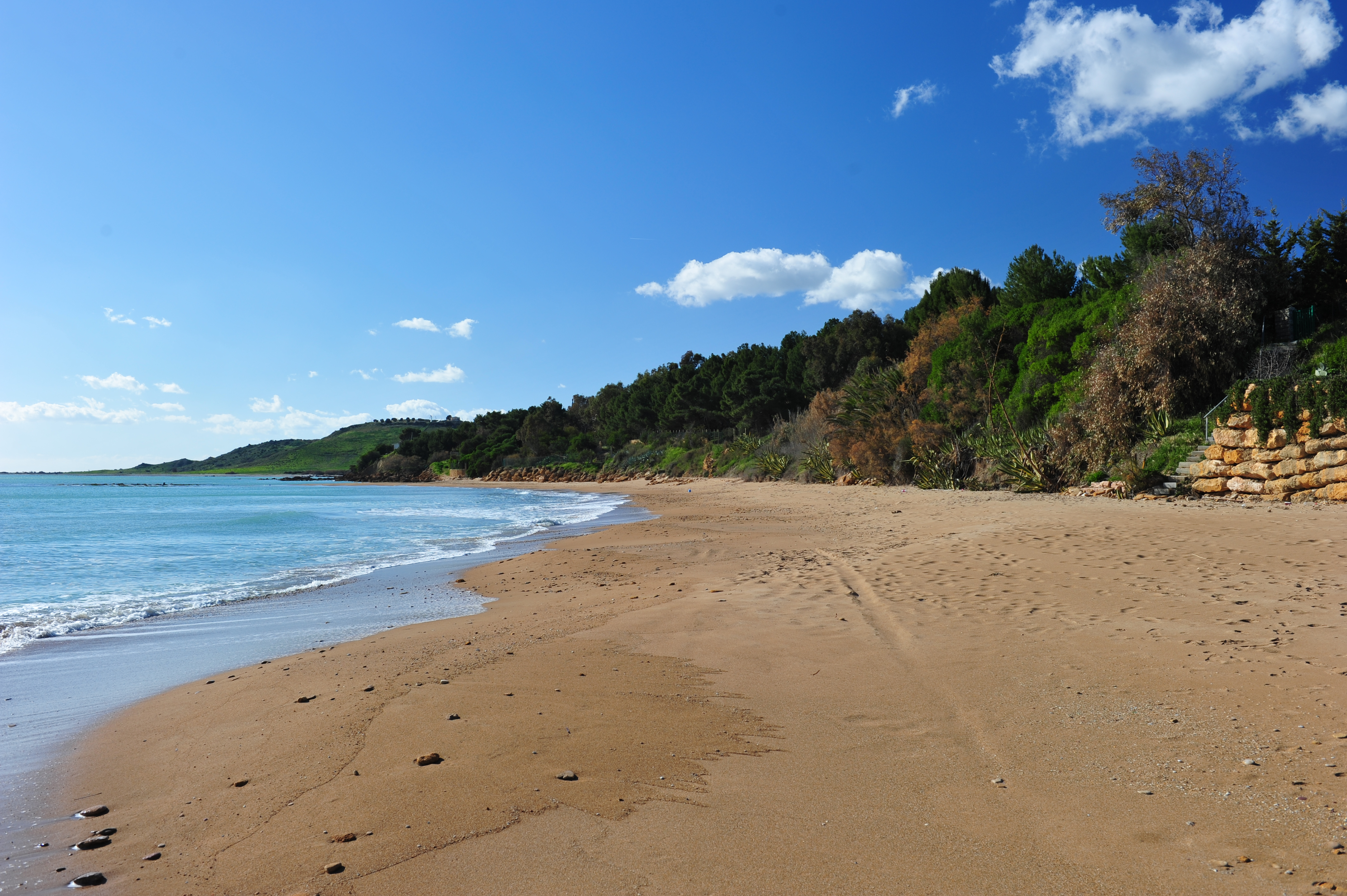
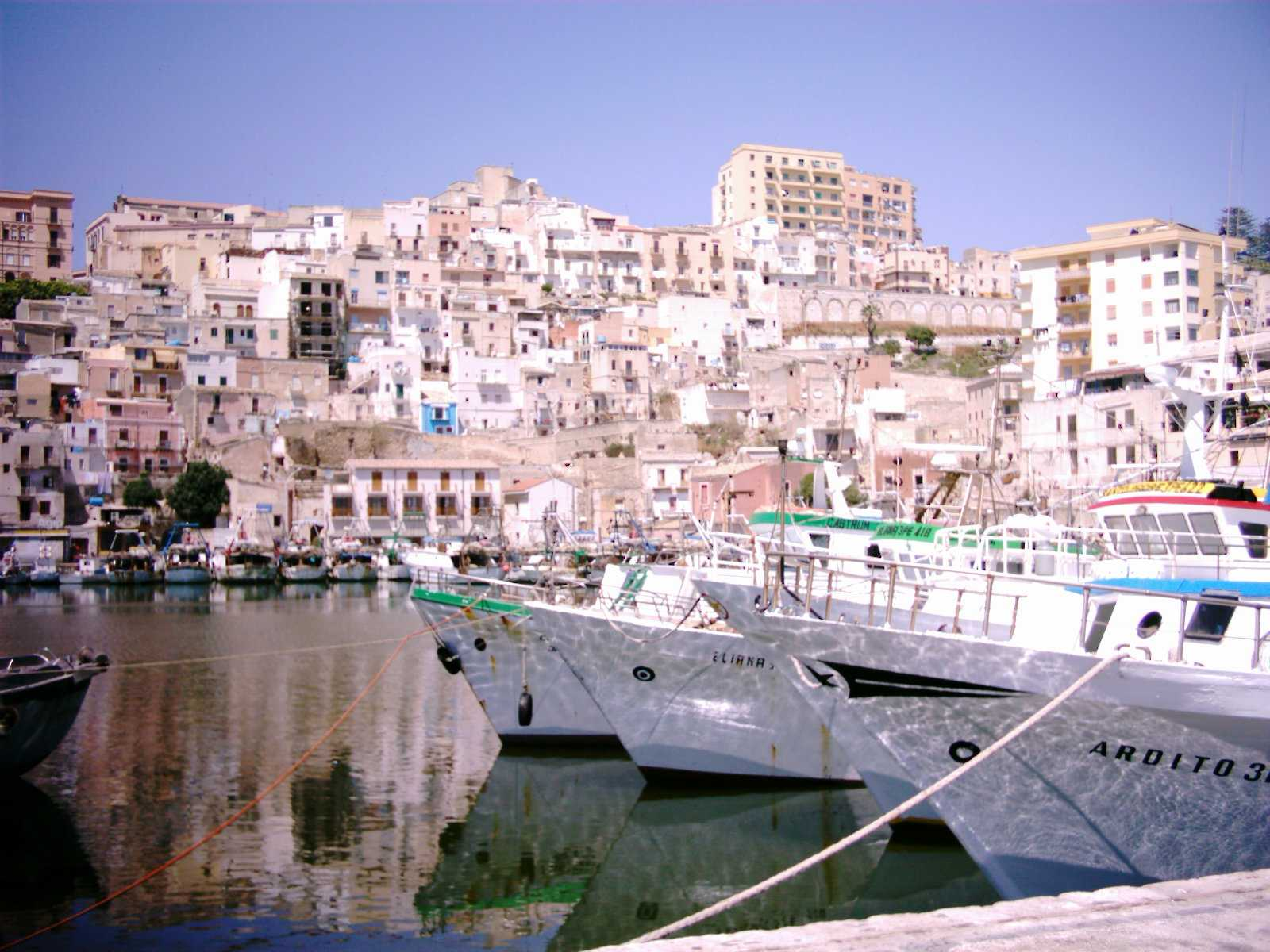
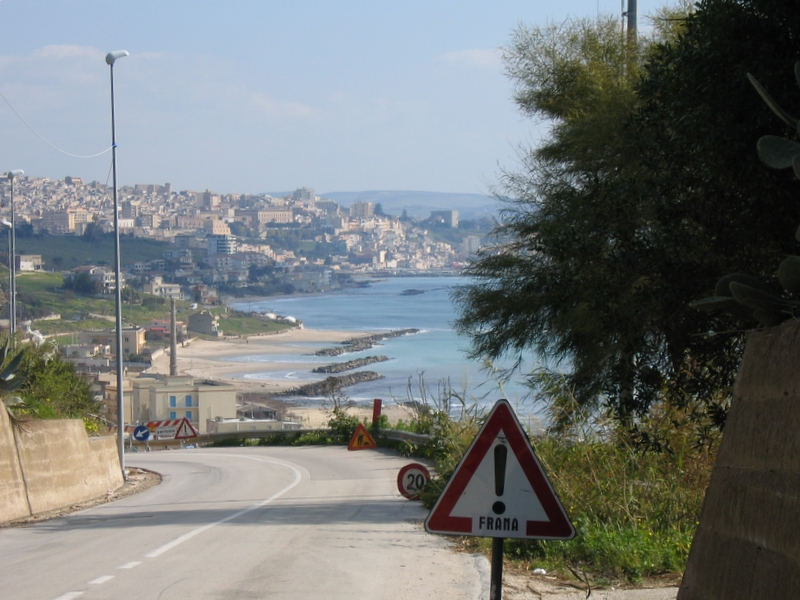
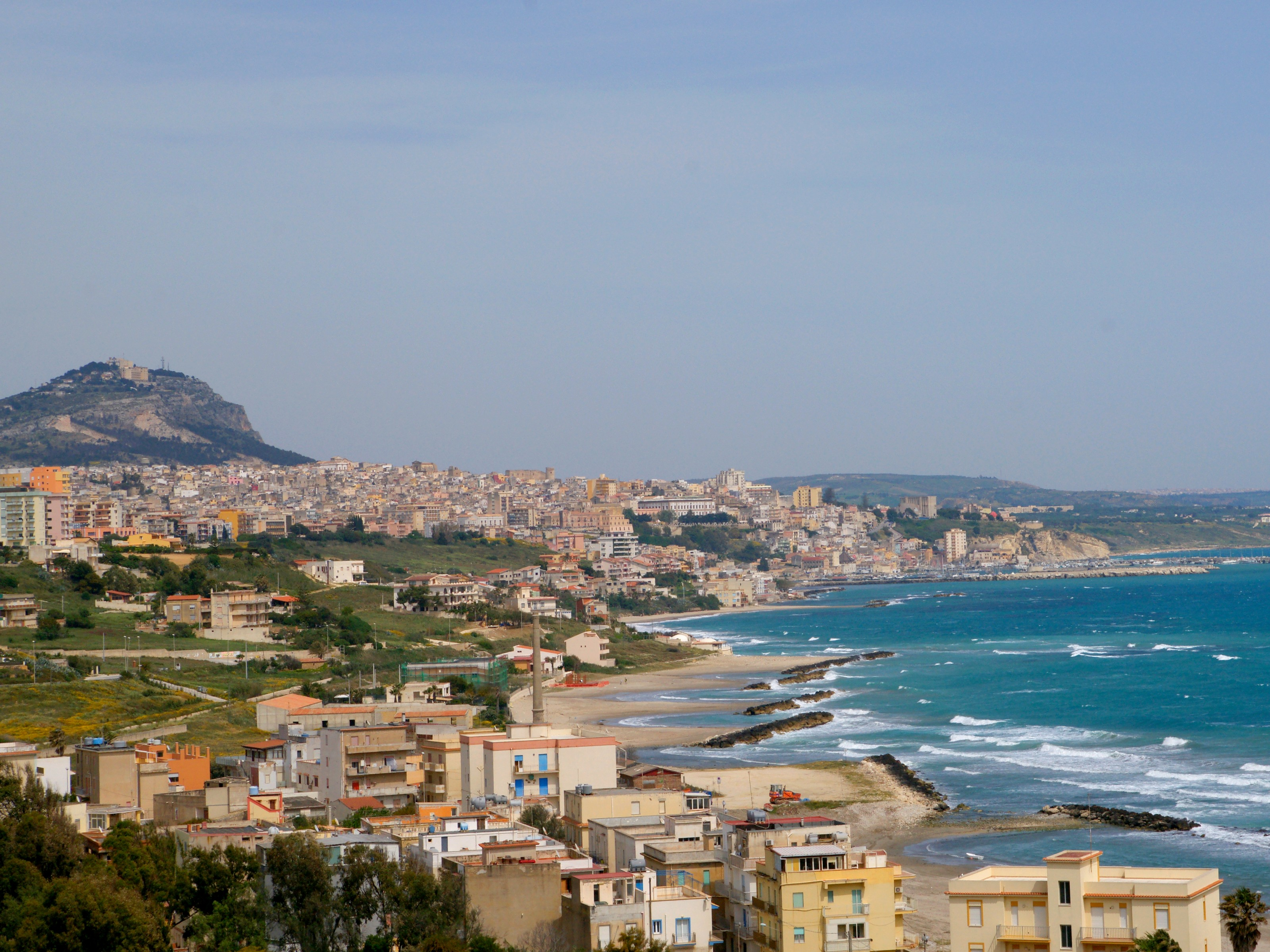

## Geboren
- Accursio Bentivegna (21 juni 1996), voetballer